# .msu
.msu es un instalador independiente de Windows Update (Windows Update Standalone Installer) usado por (Wusa.exe). El Instalador independiente de Windows Update utiliza la API del Agente de Windows Update para instalar los paquetes de actualizaciones. Los paquetes de actualizaciones tienen una extensión de archivo .msu. La extensión .msu está asociada al Instalador independiente de Windows Update.

## Contenido de archivo .msu
- Metadatos de Windows Update

Estos metadatos describen todos los paquetes de actualizaciones que contiene el archivo .msu.
- Uno o más archivos .cab

Cada archivo .cab representa una actualización.
- Un archivo .xml

Este archivo .xml describe el paquete de actualizaciones .msu.
- Un archivo de propiedades

Este archivo contiene propiedades de cadena utilizadas por Wusa.exe.